# Чили
 Тази статия е за държавата в Южна Америка.  За зеленчука, наричан и чили, вижте Люта чушка.  
Чили, официално Република Чили, (на испански: Chile или República de Chile, Чиле или Република де Чиле) e държава, разположена в югозападната част на Южна Америка. Тя покрива дълга и тясна ивица земя между Андите и Тихия океан с 80 хил. км шосета – от които 10.3 хил. км. са асфалтирани, и с 6.8 хил. км. жп линии.
На юг страната граничи с Протока Дрейк. Чили е една от двете държави в Южна Америка (заедно с Еквадор), които не граничат с Бразилия. Страните с които Чили граничи са: Перу – на север, Боливия – на североизток, Аржентина – на изток.
Пристанища – Валпараисо, Антофагаста, Пунта Аренас. Главното международно летище е в столицата – Сантяго.
В Чили се случва най-силното регистрирано земетресение (Чилийско земетресение на 22 май 1960 г.).

## Произход на името
Произходът на думата „Чили“ (Chile) е обясняван по разнообразни начини.
Една от теориите набляга на приликата между долината Аконкагуа и долината Касма в Перу и тамошните град и долина на име Chili.
Също така са изказвани предположения, че идва от описание на страната на някой от местните индиански езици, например на този на индианците мапуче („там, където свършва земята“ или „най-дълбоката точка на Земята“ – крайбрежна зона) или на езика на аймара (tchili – „сняг“, т.е. заснежено място).
Освен това е възможно и страната да е наименувана така най-напред от инките или едва от испанските конкистадори, въз основа на звукоподражателен израз, употребяван от мапуче за имитация на повика на срещаща се по тези места птица (cheele-cheele). Малцината оцелели от първата експедиция на Диего де Алмагро на юг от Перу, наричат себе си „хората от Чили“.

## География

### Природни зони и природа на Чили
Чилийската Патагония е екологично най-чистото (незамърсено) място на планетата.
Най-високият в света постоянно действащ вулкан – 60643 m – Вулканът Уалятири, се намира в близост до селището Чапикиня.
Северната част на Чили е пустинна. Там се намира най-сухото място на Земята – пустинята Атакама. Лунната долина, разположена между градовете Калама и Сан Педро де Атакама, е единственото място на планетата, което много напомня на лунен пейзаж. В Атакама има места, където в продължение на векове не е капвала и капка дъжд. В други райони на пустинята кратки зимни дъждове, предизвикват напролет бум от цветя – феномен, известен като „цъфтяща пустиня“. Също на Север, езерото Чунгара, на 189 km от град Арика, на височина 4517 м надморско равнище, е най-високото планинско езеро на планетата.
Великденският остров е едно от най-отдалечените от суша кътчета на планетата – най-близо до него е островната група Питкерн.
- Гейзерът Татьо в пустинята Атакама
- Лунна долина, Атакама
- Вулканът Осорно
- Ледник Грей
- Кулите Пайне

## История

### Доколумбов период
Преди около 10 000 години имигриращи индиански племена в Южна Америка се заселват по бреговете и в плодородните долини на днешно Чили. За кратък период от време инките разширяват територията си в района на пустинята Атакама, но суровият климат там ограничава колонизацията на завзетите от тях земи.

### Конкиста
През 1520 година, по време на своето околосветско пътешествие, португалецът (на служба при испанската кралица Хуана Кастилска) Фернандо Магелан открива южния проход от Атлантическия към Тихия океан, наречен на неговото име Магеланов проток.
През 1531 г. испанците покоряват инките в днешно Перу. Един от конкистадорите от този поход, Диего де Алмагро, отива в Южно Перу през 1535 г. поради териториални спорове. Обикновено той е приеман за първия европеец, изследвал чилийското крайбрежие, но той обаче не е оставил никакви трайни следи по тези земи. Испанското присъствие започва да се усеща чак след пътуването на Педро де Валдивия (1540–41), който основава поредица села по пътя си на юг. На 12 февруари 1541 г. той основава днешната столица на Чили – град Сантяго. Въпреки че испанците не откриват бленуваните залежи на злато и сребро, те оценяват агрикултурния потенциал на централната чилийска долина, в резултат на което Чили става част от Вицекралство Перу.

### 19. век
След като получава независимост от Испания през 1818 година, Чили показва забележително стабилен институциален живот в контекста на неустойчивата Латинска Америка. В началото на самостоятелното съществуване на страната управлението на Чили е в ръцете на едрите поземлени собственици, но макар и недемократичен, установеният в страната режим е определено прагматичен, републикански и конституционен. През 1833 г. е приета конституция, която въвежда непряко и цензово избирателно право.
Характерно за чилийското развитие е изграждането на силен флот и силна армия. Последното позволява на страната да се наложи през 1879 – 1883 г. (в т.нар. Селитрена война) над Перу и Боливия, да окупира Лима (столицата на Перу) и да присъедини богатата на нитрати зона в пограничните с Перу райони, отнемайки излаза на море на Боливия.

### 20. век
В началото на 20 век в резултат от местното синдикално движение се появяват наченки на социалистическо и комунистическо движение в страната.
Макар и променяна, конституцията от 1833 г. остава в действие до 1925 г., когато е приета нова конституция на страната, която увеличава властта на избрания вече с всеобщо гласуване президент на републиката.
През 1937 – 1942 г. е създаден Народен фронт - партия на радикал-социалисти и комунисти. Изборите в Чили по това време се провеждат сравнително честно и редовно, в обстановка на многопартийност и наченки на социално осигуряване. Режимът, установен в страната, с времето се либерализира и през 40-те години на 20 век Чили приема редица аржентински либерали.
През втората половина на 60-те години на 20 век се прави опит за сериозна аграрна реформа.
През 1970 г. за президент на Чили е избран Салвадор Алиенде. През септември 1973 г., след кървав военен преврат, спонсориран и задкулисно ръководен от ЦРУ, той е свален и се предполага, че се е самоубил. До 1989 – 1990 г. на власт в страната е военна хунта начело с генерал Аугусто Пиночет; с референдум през 1990 г. управлението на военните в страната е преустановено.

### 21. век
На 27 февруари 2010 г. земетресение с магнитуд 8,8 по скалата на Рихтер и с епицентър близо до град Консепсион разтърсва Чили.

## Държавно устройство
Чили е република с президентско управление.

### Изпълнителна власт
Осъществява се от президент и правителство, назначавано от него.
Бившият президент Едуардо Фрай (1994 – 2000) е назначен за сенатор с доживотен мандат.
На проведените в началото на 2006 г. президентски избори за държавен глава за пръв път в историята на Чили е избрана жена – Мишел Бачелет (тогава – на около 51 години), кандидат на управляващата левица. Тя е първият чилийски президент, който управлява с по-кратък, 4-годишен мандат (дотогава срокът е 6 години), в условията на извършени конституционни промени. Тя има повече правомощия от предшествениците си, включително да извършва кадрови промени във въоръжените сили без консултации със Съвета по национална сигурност.
Чилийската конституция не позволява президентът да управлява 2 последователни мандата. В началото на 2010 година за държавен глава е избран Себастиан Пинйера – опонент на Бачелет. Той е бизнесмен, политик, бивш сенатор и лидер на „Коалиция за промяна“. През 2014 г. Мишел Бачалет е преизбрана с мандат до март 2018 г., като на изборите в края на 2017 г., Пинйера на свой ред бива избран повторно.

### Законодателна власт
Парламентът е двукамарен – Сенат и Камара на депутатите.
Камарата на депутатите се състои от 120 депутати, които се избират директно. Страната е разделена на 60 избирателни окръга, където на всеки 4 г. се избират 2 депутати – единият трябва да е от управляващата партия, а другият от опозицията. Ако някоя от партиите се класира на първо място с двойно или над двойно повече гласове, тя назначава и двамата депутати. Тази биоминална избирателна система предотвратява избирането на малки партии в парламента.
Сенатът има 48 членове, от които 38 се избират. На всеки 4 г. се избират половината от сенаторите за срок от 8 г. От останалите 10 сенатори, 9 са така наречените „институционални“, понеже се назначават от различни институции. Президентът има право да назначи 1 бивш министър и 1 бивш ректор на университет. Върховният съд назначава 2 бивши съдии и 1 директор на Сметната палата, четирима бивши военни и т.н. Шефовете на полицията се назначават от Националния съвет за сигурност. Тези сенатори имат мандат както избираемите от 8 г. На 16 август 2005 г. е приета промяна в закона, според която от 11 март 2006 г. броят на сенаторите се намалява на 38 и те ще бъдат избирани от населението.

### Съдебна власт
Върховният съд се състои от 21 съдии. Той е най-голямата юридическа инстанция в Чили. Съдиите в страната биват предлагани от него и се назначават от президента доживот.

## Стопанство
Чили е основен производител на медна руда и селитра в света. Развити са също металургията, химията, електрониката, текстилната и хранителната индустрия. Страната е сред водещите държави в света по риболов. Има добре развит транспорт.
В края на 20-ти и началото на 21-ви век чилийската икономика се развива изключително успешно и постига висока конкурентоспособност, позволявайки на Чили да сключи споразумения за свободна търговия с водещите световни икономики като ЕС, САЩ, Канада, Япония, Китай, Южна Корея, Австралия и др.

## Население и традиции

### Състав на населението
Мнозинството от населението в Чили са бели латиноамериканци; броят им варира според различни дефиниции (8 800 000 – 15 000 000 души или 52,7% – 90% от населението; част от хората, определяни като бели, могат да бъдат определени и като метиси). Индианци – ок. 3%.
Почти 90% от населението е съсредоточено в средната част на страната. В столицата Сантяго де Чиле и около нея живее 1/3 от населението. На запад от Сантяго де Чиле се намира най-голямото пристанище на Чили – Валпараисо (Райска долина).

### Здравна система
В чилийското здравеопазване доминира частният сектор. Чилийските работници и служители се осигуряват частно. Въпреки това за бедните чилийци са организирани държавни здравни заведения с безплатно обслужване. Около 80% от населението ползват услугите на държавното здравеопазване. През 90-те години на 20 век държавните болници са доста претоварени и технически недобре обезпечени, впоследствие чилийското правителство полага големи усилия за подобрение на здравната система в страната.
Към 2003 г. средната продължителност на живота на чилийките възлиза на 79 г. а на чилийците на 72 години.

### Култура
Културата на Чили е повлияна изключително от испанската, както и от културите на другите европейски заселници.

## Административно-териториално деление
Територията на Чили е разделена административно на 15 региона, всеки от които се управлява от интендант (intendente), назначен от президента. Регионът се разделя на провинции под ръководството на губернатор (Gobernador Provincial), също назначаван от президента. Провинциите се делят на комуни, всяка със собствен кмет и съветници, избирани местно.
Всеки регион се означава с име и римско число, от север на юг. Прието е да се използва номерацията вместо името. Единственото изключение е регионът на столицата Сантяго, който се означава с RM, или Región Metropolitana. През 2005 година, чилийският конгрес гласува реформа, с която се въвеждат 2 нови региона – един на север, с център гр. Арика, и един на юг около гр. Валдивия (известен и като Регионът на реките). Номерирани съответно XIV и XV, и двата региона нарушават реда на номерация от север на юг.
Великденският остров (Islas de Pascua) административно прилежи към V регион на Валпараисо (Región de Valparaíso), включващ и островите Сала-и-Гомес (Sala y Gómez), Сан-Феликс (San Félix) и Сан-Амбросио (San Ambrosio), както и архипелага Хуан Фернандес (Archipiélago Juan Fernández) съставен от островите Алехандро Селкирк (Alejandro Selkirk), Робинзон Крузо (Robinson Crusoe) и Санта Клара (Santa Clara).

Антарктика няма постоянно население, заради което няма гражданство и правителство. По едно или друго време опеката над континента е искана от отделни държави, но не им е предоставена (виж Антарктически договор). Сред тези страни е и Чили – има геополитически и териториални претенции към част от територията на Антарктика (Territorio Chileno Antártico), която в собственото ѝ административно деление е представена като провинция, обявена за такава на 11 юли 1961 г. под името Антарктика Чилена (Чилийска Антарктика), част от XII регион (Магалянес и Чилийска Антарктика). Тя е заключена между 53° и 90° западна дължина, и от 60° южна широчина до Южния полюс. Повечето държави не признават претенциите на Чили над нея, а Аржентина, Обединеното Кралство и Япония също смятат част от (или дори цялата) област, наричана в Чили Чилийска Антарктика, за своя земя.
- Арика
- Валпарайсо
- Сантяго
- Осорно

## Вижте още
- Комуникации в Чили
- Армия на Чили
- Външна политика на Чили